# Côn Đảo
Côn Đảo [kōn dɐ̌u̯] ist eine isolierte Inselgruppe im Südchinesischen Meer, südlich der vietnamesischen Festlandsküste in einer Entfernung von rund 70 bis 80 Kilometern.
Das zur Provinz Bà Rịa-Vũng Tàu gehörende Archipel besteht aus 16 gebirgigen Inseln mit einer Gesamtfläche von 75 km² und wird von etwa 5.000 Menschen bewohnt.
Die größte und einzige bewohnte Insel der Gruppe ist Côn Sơn (auch Côn Lôn genannt), die größte Stadt heißt wie die Inselgruppe Côn Đảo. Die Gruppe ist per Schiff und durch den Flughafen Cỏ Ống mit der Außenwelt verbunden. Côn Đảo ist Teil des 1984 gegründeten und 1998 erweiterten Côn-Đảo-Nationalparks, der ein Refugium für bedrohte Tierarten wie die Echte Karettschildkröte, die Suppenschildkröte und den Dugong darstellt.
Vor der Insel Hòn Cau wurde das Vung-Tau-Schiffswrack, eine chinesische Lorcha der Qing-Dynastie (Kangxi-Zeit um 1690) gefunden und in den Jahren 1990–92 von Mike Hatcher etwa 60.000 Artefakte, hauptsächlich chinesisches Porzellan geborgen. Ein Teil des Schatzes ist im Worldwide Arms Museum in der Stadt Vũng Tàu ausgestellt.

## Inseln
- Karte mit allen Koordinaten:
- OSM |
- WikiMap

| Name                     | Fläche km² | Koordinaten                  |
| ------------------------ | ---------- | ---------------------------- |
| Côn Lôn (Côn Sơn)        | 51,52      | 8° 42′ 1″ N, 106° 36′ 54″ O  |
| Hòn Côn Lôn Nhỏ (Hòn Bà) | 5,45       | 8° 38′ 52″ N, 106° 33′ 29″ O |
| Hòn Bảy Cạnh             | 5,50       | 8° 40′ 8″ N, 106° 41′ 6″ O   |
| Hòn Cau                  | 1,80       | 8° 41′ 26″ N, 106° 44′ 18″ O |
| Hòn Bông Lan             | 0,20       | 8° 39′ 2″ N, 106° 40′ 29″ O  |
| Hòn Vung                 | 0,15       | 8° 37′ 44″ N, 106° 33′ 26″ O |
| Hòn Ngọc (Hòn Trọc)      | 0,40       | 8° 41′ 18″ N, 106° 33′ 28″ O |
| Hòn Trứng                | 0,10       | 8° 46′ 44″ N, 106° 43′ 11″ O |
| Hòn Tài Lớn              | 0,38       | 8° 38′ 9″ N, 106° 37′ 52″ O  |
| Hòn Tài Nhỏ              | 0,10       | 8° 38′ 13″ N, 106° 38′ 10″ O |
| Hòn Trác Lớn             | 0,25       | 8° 38′ 12″ N, 106° 37′ 7″ O  |
| Hòn Trác Nhỏ             | 0,10       | 8° 38′ 19″ N, 106° 37′ 21″ O |
| Hòn Tre Lớn              | 0,75       | 8° 42′ 28″ N, 106° 32′ 38″ O |
| Hòn Tre Nhỏ              | 0,25       | 8° 44′ 11″ N, 106° 35′ 12″ O |
| Hòn Anh                  | 0,03       | 8° 36′ 13″ N, 106° 8′ 29″ O  |
| Hòn Em                   | 0,01       | 8° 34′ 40″ N, 106° 5′ 25″ O  |

## Geschichte
Der Archipel (auch Puolo Condore genannt) erfuhr erstmalige, geschichtliche Erwähnung durch Marco Polo, der im Jahre 1284 vor einem Sturm auf der Inselgruppe Schutz suchte.
In den frühen Jahren des 15. Jahrhunderts diente Con Dao den portugiesischen Seefahrern als Zwischenstopp auf dem Weg nach Macau.
Am 28. November 1861 wurde Con Dao von Frankreich besetzt.
In der Zeit vom 20. März 1895 bis zum 19. April 1895 verweilte der bekannte, französische Komponist Camille Saint-Saëns auf Einladung der französischen Regierung auf der Insel, um die letzten 3 Kapitel seiner Oper „Brunilda“ zu vollenden. Das damals von diesem bewohnte Haus ist heute noch erhalten. Es ist das einzige Café in dem Ort mit einem herrlichen Blick auf die Bucht.
Bereits ein Jahr nach der Besetzung der Insel bauten die Franzosen einen Gefängniskomplex mit den berüchtigten „tiger cages“- den Tigerkäfigen.
In dem Lager wurde Oppositionelle der französischen Besatzer gefangen gehalten. Phạm Văn Đồng war 1929 bis 1936 auf der Insel gefangen. Insasse in diesem Camp war unter anderem auch Lê Đức Thọ, der Verhandlungsführer der nordvietnamesischen Regierung bei den Pariser Gesprächen in den 1970er-Jahren. Sein Gegenspieler war Henry Kissinger. Bekannt wurde Lê Đức Thọ auch, weil er die Annahme des Friedensnobelpreises ablehnte, da die Gespräche nicht zu einer friedlichen Lösung führten, sondern im Gegenteil eine Erweiterung der Kriegshandlungen mit starken Bombardements der Stadt Hanoi durch amerikanische B 52 Bomber und der Ausdehnung des Kriegsgebietes auf Kambodscha und Laos führten.

### Gedenkstätte Grabmal der Widerstandskämpferin Võ Thị Sáu
Nach der Wiedervereinigung von Nord- und Südvietnam im Jahre 1975 wurde Côn Sơn zu einer nationalen Gedenkstätte der Vietnamesen. Eigentlicher Pilgerort ist der Friedhof in Côn Sơn, auf dem alle verstorbenen Insassen des Gefängnisses teils mit Namen, teils ohne begraben sind. An der Grabstätte der Widerstandskämpferin Võ Thị Sáu versammeln sich zu ihrem Geburtstag meist hohe Regierungsmitglieder aus Hanoi und legen zu ihrer Ehre und Andenken Blumen und Kränze ab. Die Verstorbene steht für alle leidvoll zu Tode gekommenen Freiheitskämpfer. Die Wahl fiel auf sie, weil sie die erste weibliche Gefangene war, die im Alter von knapp 18 Jahren von den französischen Besatzern füsiliert wurde.